# Marie Payen
Pour les articles homonymes, voir Payen.
Marie Payen, née en 1974, est une actrice française formée à l'école supérieure d’art dramatique du Théâtre national de Strasbourg.

## Biographie
Elle a entre autres travaillé au cinéma avec Jacques Maillot, François Dupeyron, Solveig Anspach, Frédéric Videau, Laurence Ferreira Barbosa, et au théâtre avec la compagnie Sentimental Bourreau, Michel Deutsch, Jean-François Peyret, Pierre Maillet et le Théâtre des Lucioles, Jean-Baptiste Sastre, Zakariya Gouram, Jacques Rebotier, Laetitia Guédon, Chantal Morel, Frédéric Fisbach au théâtre.
Avec sa compagnie UN+UN+, elle a créé des spectacles au théâtre (La Cage aux Blondes, en 2005 au Théâtre National de Chaillot…), et des formes musicales (Le Loup dans ma bouche, spectacle chanté au Théâtre National de Chaillot, le Cabinet Payen, chansons tout près des gens dans les toilettes des hommes du Théâtre du Rond-Point).
En janvier 2014, elle crée jEbRûLE (solo improvisé) au Théâtre de Vanves, puis à Rouen et à Avignon, au Théâtre-studio d’Alfortville et à La Loge à Paris, et au CDN de Dijon et de Besançon.
En mars 2018, elle a créé son deuxième solo, Perdre le Nord, spectacle inspiré de ses rencontres avec des personnes en exil.

## Filmographie

### Cinéma

#### Courts métrages
- 1997 : La Cloche (court métrage) de Charles Berling
- 2008 : Et moi ? de Cyprien Vial

#### Longs métrages
- 1997 : J'ai horreur de l'amour de Laurence Ferreira Barbosa
- 1999 : Nos vies heureuses de Jacques Maillot
- 2001 : Quand on sera grand de Renaud Cohen
- 2004 : Casablanca Driver de Maurice Barthélémy
- 2004 : Inguélézi de François Dupeyron
- 2006 : La Faute à Fidel ! de Julie Gavras
- 2008 : Go Fast d'Olivier Van Hoofstadt
- 2010 : Une exécution ordinaire de Marc Dugain
- 2012 : À moi seule de Frédéric Videau
- 2012 : La Lapidation de saint Etienne de Pere Vilà i Barceló
- 2013 : Lulu femme nue de Sólveig Anspach : Cécile
- 2013 : Mon âme par toi guérie de François Dupeyron
- 2014 : Tiens-toi droite de Katia Lewkowicz

### Télévision

#### Série télévisée
- 2009 : Section de recherches : Lorène Rousseau  (épisode Bain de minuit réalisé par Gérard Marx)

#### Téléfilms
- 2003 : Par amour de Alain Tasma : Aude
- 2008 : Seule de Fabrice Cazeneuve : Caroline
- 2010 : Les Mensonges de Fabrice Cazeneuve : Sylvie Labarde

## Théâtre
- 1995 : Imprécation IV de Michel Deutsch, mise en scène de l'auteur, Théâtre national de Strasbourg
- 1996 : Le Revizor, de Gogol, mise en scène François Kergourlay
- 1997 : Va t'en chercher le bonheur et ne reviens pas es mains vides. Cie Sentimental Bourreau
- 1997 : Sainte Jeanne des Abattoirs, de B. Brecht, mise en scène Marie-Noël Rio, musique Tom Cora
- 1998 : Tout ce qui vit s'oppose à quelque chose par la compagnie Sentimental Bourreau, au Théâtre Gérard Philipe
- 1999 : Imprécations 36 de Michel Deutsch, mise en scène de l'auteur, au Théâtre national de Strasbourg et au Théâtre de la Bastille
- 2000 : La Chanson du Zorro Andalou, de Théo Hakola, mise en scène Pierre Maillet
- 2001 : Erwan et les Oiseaux, mise en scène Jean-Yves Ruf
- 2002 : Igor etc. de Laurent Javaloyes, Mise en scène Pierre Maillet, Théâtre des Lucioles
- 2004 : Variations Darwin, mise en scène J-F. Peyret, Théâtre national de Chaillot
- 2004 : Le Fait d'habiter Bagnolet de Vincent Delerm, mise en scène Sophie Lecarpentier, Théâtre du Rond-Point ; reprise en 2005
- 2005 : La Cage aux blondes de Lazare Boghossian et Aurélia Petit, mise en scène Zakariya Gouram, Olivia Grandville, Pierre Maillet, Théâtre national de Chaillot ; reprise en 2007
- 2007 : Un chapeau de paille d'Italie d'Eugène Labiche, Marc-Michel, mise en scène Jean-Baptiste Sastre, Théâtre national de Chaillot ; tournée en 2008, Comédie de Reims, Le Quartz, Théâtre national de Toulouse Midi-Pyrénées
- 2008 : Médée de Sénèque, mise en scène Zakariya Gouram, au Théâtre des Amandiers de Nanterre
- 2008 : Le Cycle de l'omme de Jacques Rebotier, mise en scène de l'auteur, Théâtre Gérard Philipe
- 2009 : Timon d'Athènes, Shakespeare and slam de Razerka Ben Sadia-Lavant, Maison de la Poésie ; reprise en 2011, Maison des Métallos
- 2010 : Quai Ouest de Bernard-Marie Koltès, mise en scène de Rachid Zanouda, Théâtre national de Bretagne
- 2011 : Le Conte d'hiver de William Shakespeare mise en scène Lilo Baur, Théâtre des Abbesses
- 2013 : Phèdre de Sénèque, mise en scène Élisabeth Chailloux, Théâtre des Quartiers d'Ivry
- 2014 : Je brûle création de Marie Payen, Théâtre de Vanves
- 2014 : Troyennes, les morts se moquent des beaux enterrements Euripide, mise en scène Laetitia Guédon, Théâtre 13
- 2015 : Ils ne sont pas encore tous là d'après La Cerisaie d'Anton Tchekhov, mise en scène Chantal Morel, Théâtre du Soleil
- 2016 : Tailleur pour dames de Georges Feydeau, mise en scène Cédric Gourmelon, CDN de Sartrouville
- 2016 : La cuisine d'Elvis de Lee Hall, mise-en-scène de Pierre Maillet, Théâtre du Rond Point
- 2018 : Perdre le Nord https://www.cdn-normandierouen.fr/les-productions/perdre-le-nord/ création de Marie Payen au CDN de ROuen, Valence, Orléans.
- 2018 : Convulsions d'Hakim Bah, mise en scène de Frederic Fisbah, au Festival d'Avignon, Théâtre des Halles.
- 2023 : Welfare, mise en scène Julie Deliquet, Festival d'Avignon